# Stenbettingtjärnen
Stenbettingtjärnen är en sjö i Gällivare kommun i Lappland och ingår i Kalixälvens huvudavrinningsområde.